# Авеню зірок (Гонконг)
Гонконзька «Авеню зірок» (англ. Avenue of Stars, 星光 大道) — алея слави, створена в 2004 році на зразок голлівудської «Алеї слави» з метою відзначити вагомий внесок артистів, режисерів, сценаристів та інших діячів у розвиток гонконгського кінематографа.
Є однією з найпопулярніших туристичних пам'яток міста. Розташовується на набережній бухти Вікторія, в районі Чімсачёй-Іст (Коулун). В даний час на алеї знаходяться 107 зірок і відбитків рук найбільших кінозірок Гонконгу і материкового Китаю. З авеню відкривається один з найкращих видів на хмарочоси північного узбережжя острова Гонконг. У західній частині променаду розташовані Гонконзький музей мистецтв, Гонконзький космічний музей і Гонконзький культурний центр..

## Історія

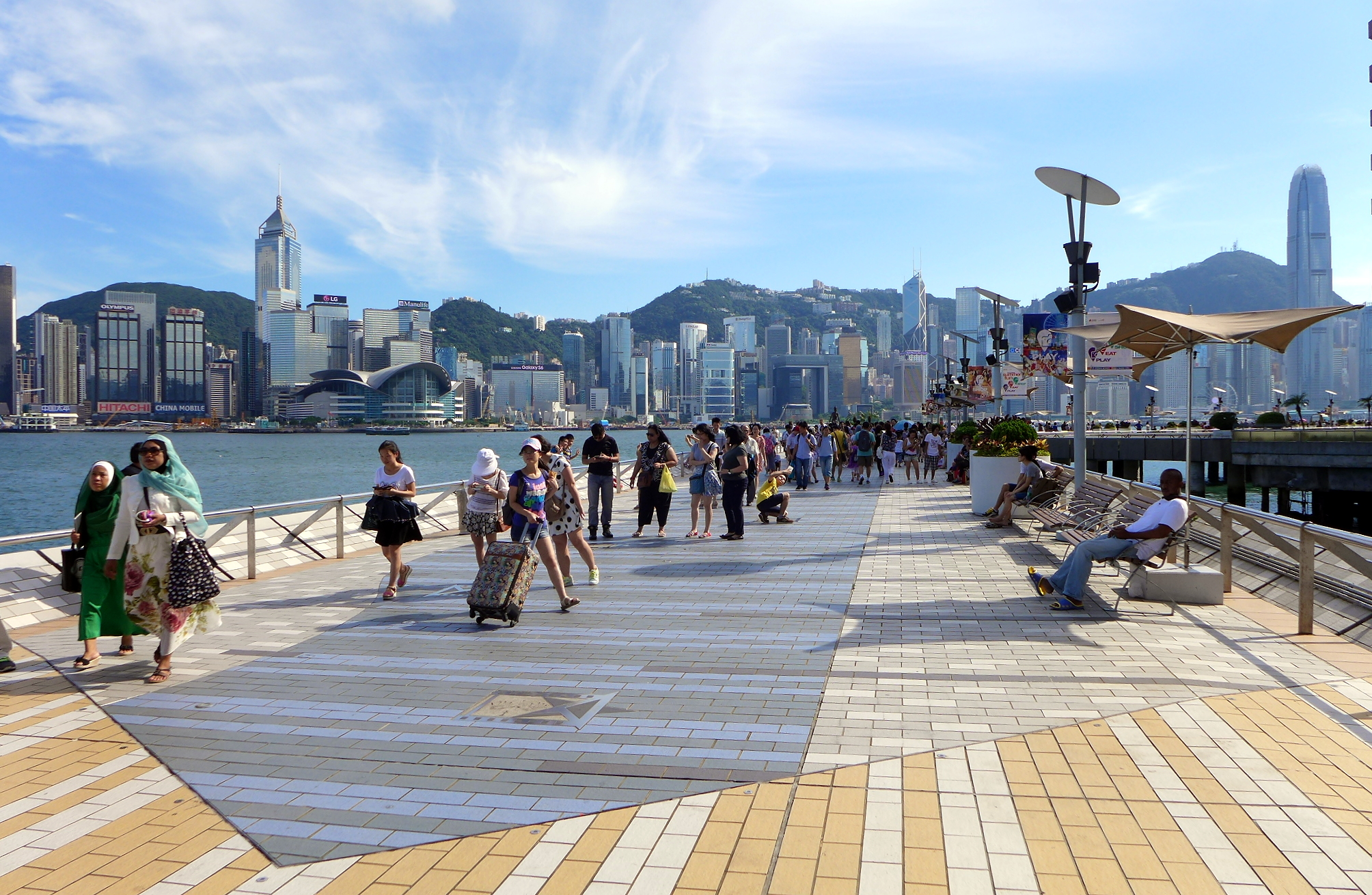
Авеню зірок, на задньому плані — панорама північного узбережжя Гонконгу

У 1982 році компанія New World Development побудувала вздовж берегової лінії променад, який доповнював її офісно-торговий комплекс New World Centre (в 2010 році він був закритий і знесений, щоб звільнити місце для будівництва нового висотного комплексу). У 2003 році New World Development оголосила, що збирається витратити 40 млн гонконгських доларів на будівництво Авеню зірок. Проект підтримали Міністерство дозвілля і культури Гонконгу, Гонконзький рада з туризму та Асоціація гонконзької кінопремії.
27 квітня 2004 року відбулася церемонія відкриття Авеню зірок, на якій були присутні чиновники уряду Гонконгу, бізнесмени та діячі кінематографу. Побудована на приватні кошти, авеню була передана в дар уряду як суспільна власність (проте, управління і експлуатаційні витрати були закріплені за структурами приватного забудовника New World Development). 28 квітня 2004 року променад був відкритий для широкої публіки. Спочатку на ньому знаходилося 73 зірки, кандидатів на які відкрито вибирали Асоціація гонконгської кінопремії і читачі журналу «City Entertainment».
Влітку 2015 року влада Гонконгу почали реконструкцію і розширення Авеню зірок (в північно-східному напрямку), але без комерціалізації у вигляді розкішних магазинів і ресторанів. Незважаючи на протести громадськості, уряд дозволив керуючої компанії New World Development побудувати новий комплекс громадського харчування, кіногалерею і місце для проведення перформансів. На час ремонту Авеню зірок закрили для відвідувачів, але поруч з нею відкрилися тимчасові «Зоряна галерея» і «Сад зірок».

## Опис

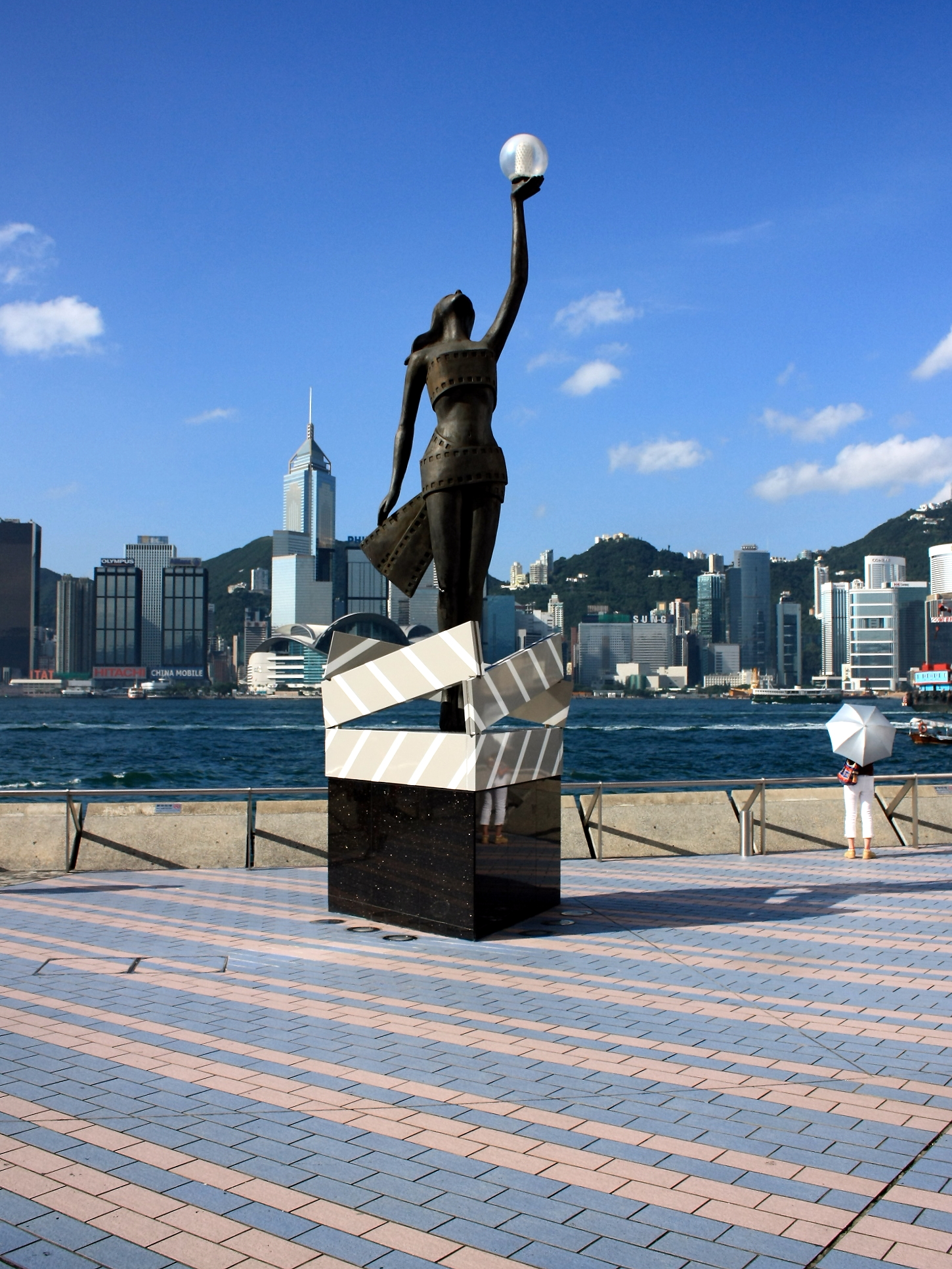
Скульптура — збільшена копія статуетки Гонконзької кінопремії

З боку саду Солсбері відвідувачів Авеню зірок зустрічає 4,5-метрова статуя, яка є збільшеною копією статуетки, яку вручають лауреатам Гонконзької кінопремії. Уздовж променаду встановлені дев'ять червоних стовпів, текст на яких розповідає історію кінематографа Гонконгу. На поверхні авеню встановлені пам'ятні зірки, на деяких з них є відбитки рук і автографи знаменитостей (більшість табличок без відбитків, так як на момент установки знаменитості вже померли). У 2005 році на алеї була встановлена 2,5-метрова бронзова статуя актора Брюса Лі, пізніше — статуя актриси Аніти Муї. Уздовж променаду розташовані лавки, клумби та фонтани, працюють сувенірні кіоски та кафе (у тому числі Starbucks).

### Список зірок
На Авеню зірок встановлені бронзові скульптури Брюса Лі (в знаменитій бойовій стійці з кінофільму «Кулак люті») і Аніти Муї, а також безіменних освітлювача, звукорежисера, оператора і режисера. На поверхні променаду розташовані меморіальні зірки продюсерів Шао Їфу, Реймонда Чоу і Леонарда Хо, режисерів Лі Міньвея, Лі Ханьсяна, Чжан Че, Кінга Ху, У Сиюаня, Джона Ву, Юань Хепіна, Енн Хуей, Цуй Харка, Вонг Карвая, Ло Вея і Чжу Шиліна, акторів і актрис Брюса Лі, Аніти Муї, Ху Де, Куань Такхіна, Чжоу Сюань, Ши К'єнь, Лінь Дай, Айві Лін По, Фун Поупоу, Джиммі Вана, Ти Місяць, Девіда Цзяна, Саммо Хунга, Джекі Чана, Юньфата Чоу, Леслі Чуна, Енді Лау, Джета Лі, Меггі Чун, Тоні Люн Чу Вая, Мішель Єо, Стівена Чоу, Грейс Чан, Гуань Шаню, Карла Мака, Ентоні Вонга, Сесілії Чун, Джекі Чуна, Лау Чінваня, Ґун Лі, Діні Іп, Карини Лау, Ніколаса Се, Луїса Ку, Бриджитт Лінь та інших.